# Saint-Pierre, Martinique
Saint-Pierre är en kuststad i nordvästra delen av ön Martinique. Orten ligger 31 km norr om huvudstaden Fort-de-France och sydöst om vulkanen Montagne Pelée. Från stadens grundande till 1692 var Saint-Pierre huvudorten på ön.

## Historia
Orten grundades 1635 av Pierre Bélain som var guvernör på den närliggande ön Saint Kitts på uppdrag av Richelieu. 1692 flyttades sätet för öns befälhavare från Saint-Pierre till Fort-de-France. Saint-Pierre var fortfarande en av de viktigaste handelsplatser i området främst på grund av socker- och slavhandel. Stadens hamn besöktes av fartyg från hela världen. Saint-Pierre hade tidigare än andra orter i Västindien moderna anläggningar. Till exempel fanns en järnväg med vagnar dragen av hästar, elektrisk gatubelysning, en botanisk trädgård och ett hem för mental sjuka i Saint-Pierre.
Den 8 maj 1902 fick vulkanen Pelée ett kraftigt utbrott. Mellan 26 000 och 36 000 av stadens invånare dog under katastrofen. Endast tre personer i staden överlevde vulkanens pyroklastiska flöden, bland annat Ludger Sylbaris som satt i stadens fängelse, i en cell ursprungligen byggd som bombmagasin. Cellen var delvis belägen under jord och dåligt ventilerad, vilket blev hans räddning. Utöver honom överlevde även en liten flicka som lyckades fly in i en grotta samt en man som slängde sig i det heta havet med allvarliga brännskador som följd. Av de 40 fartyg som ankrade vid staden kom bara två undan.
Saint-Pierre var efteråt orörd en tid, men snart började ortens återuppbyggnad.

## Befolkningsutveckling
Antalet invånare i kommunen Saint-Pierre
| Referens: INSEE |